# 小行星16074
小行星16074（16074 Georgekaplan）是一颗绕太阳运转的小行星，为主小行星带小行星。该小行星于1999年9月9日发现。

## 轨道参数
小行星16074的轨道半长轴为2.6462176 UA，离心率为0.072。